# 地址簿

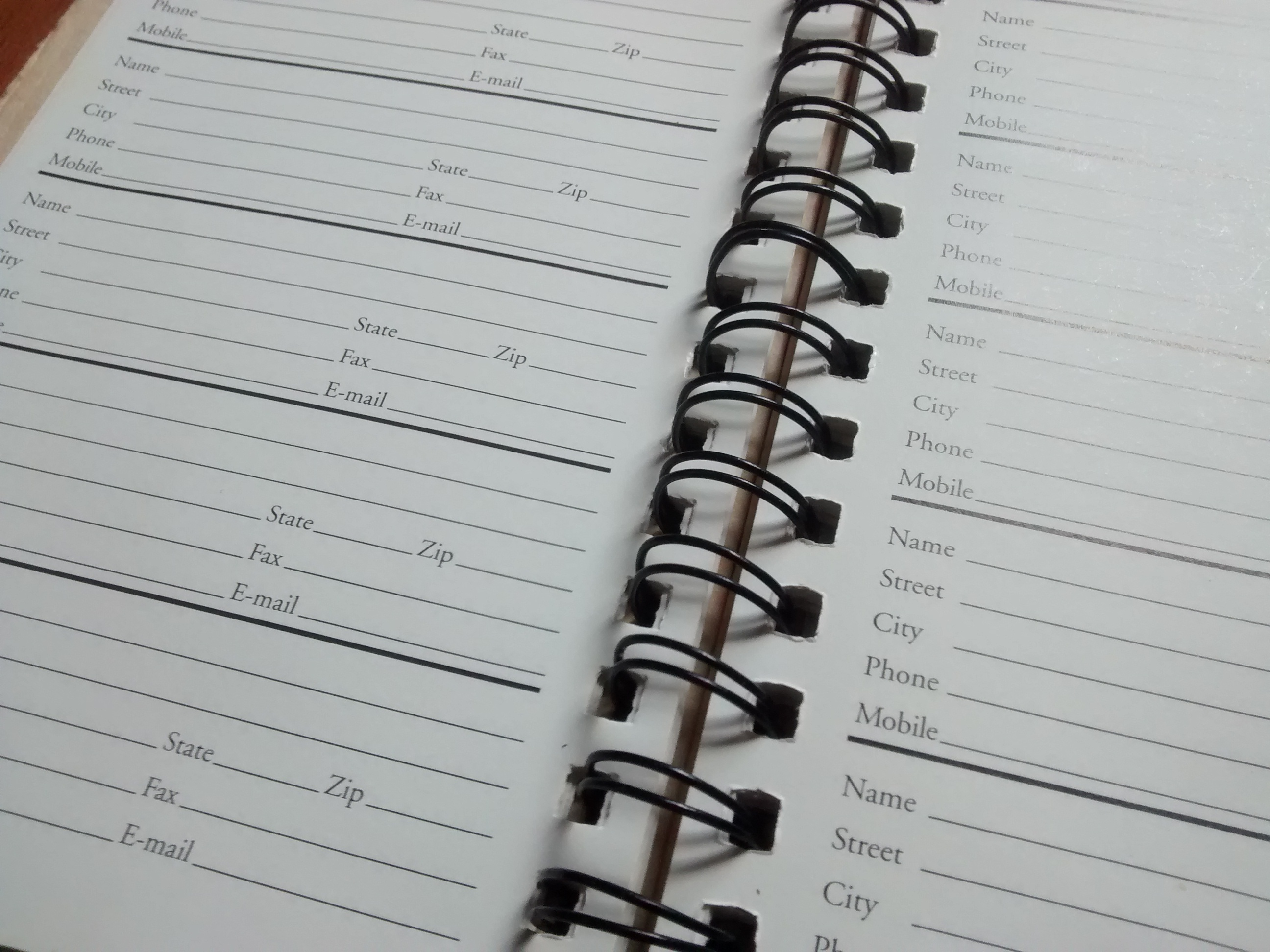
通訊錄

通訊錄或地址簿是一个用于存储联系人信息的小冊子或数据库。每个联系人条目通常由几个标准字段组成，例如名字、姓氏、公司名称、地址、电话号码、电子邮件地址、传真号码、手机号码。大多数通訊錄按人名的字母顺序存储信息。许多地址簿使用小型环形活页夹，這樣人們可以添加和取走紙張。